# Connarus williamsii
Connarus williamsii là một loài thực vật có hoa trong họ Connaraceae. Loài này được Britton mô tả khoa học đầu tiên năm 1918.